# Bachmaro

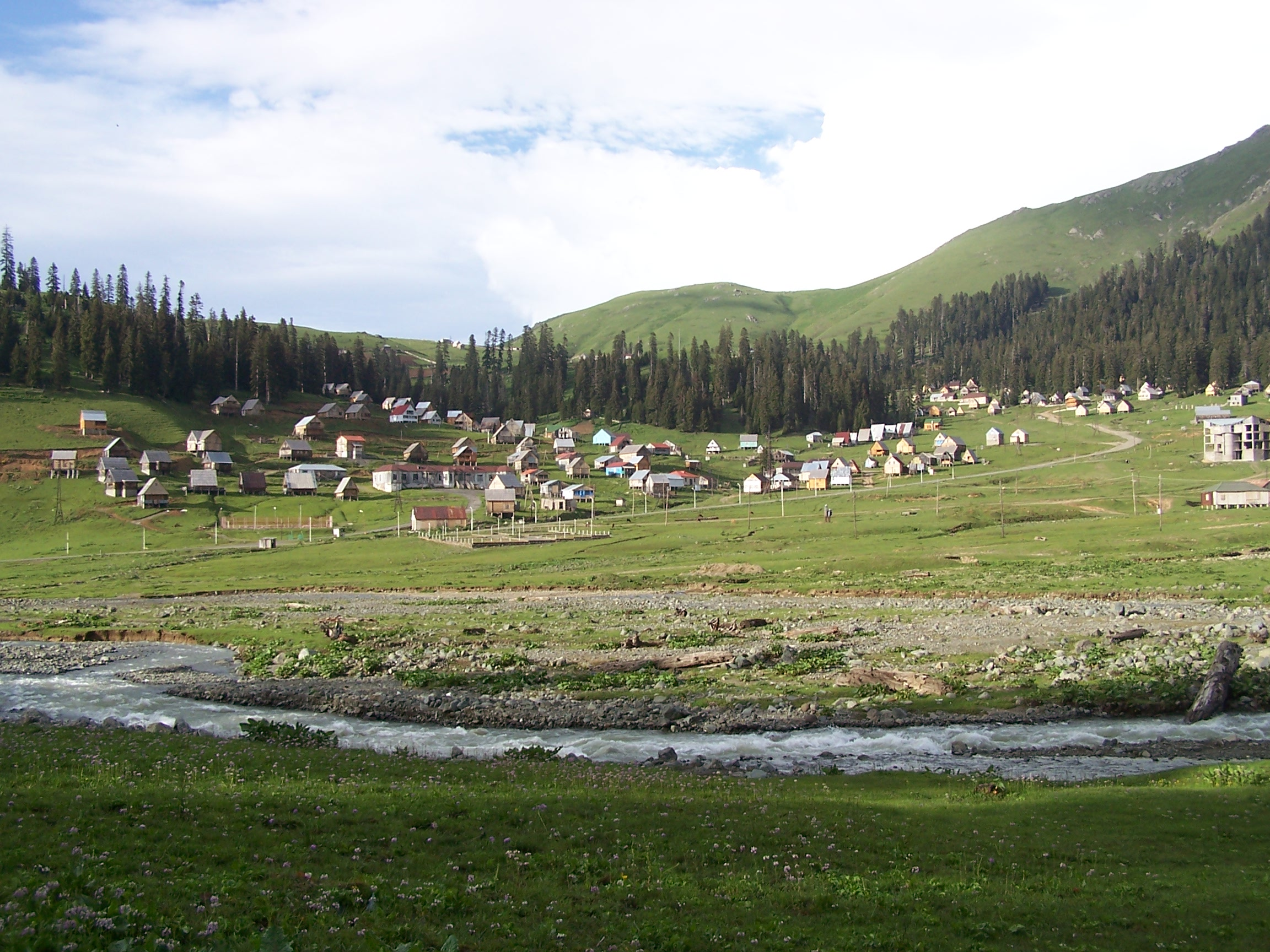
Der Erholungsort Bachmaro, September 2019

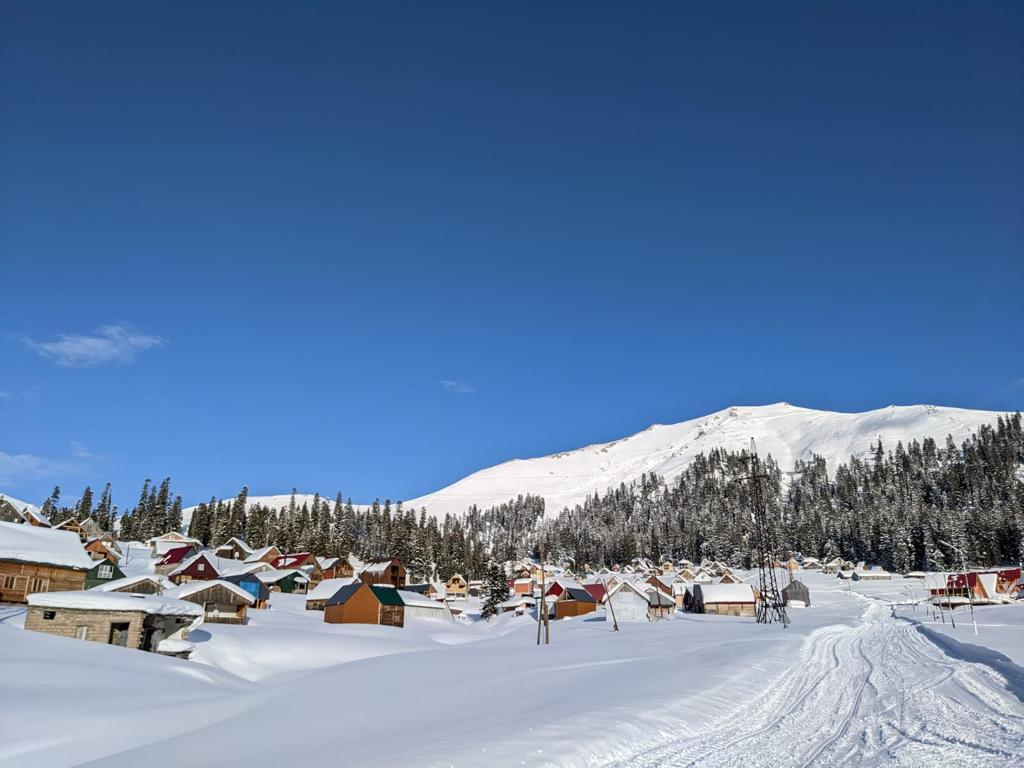
Dorf Bachmaro

Bachmaro (georgisch ბახმარო) ist eine kleine Siedlung im Westen Georgiens in der Gemeinde Tschochatauri in der Region Guria. Das Dorf befindet sich im Meschetischen Gebirge im kleinen Kaukasus im Südwesten des Landes und liegt 1950 m über dem Meeresspiegel. Im Westen befindet sich das Schwarze Meer und im Süden grenzt die Türkei an. Es befindet sich ebenfalls nahe der Grenze zur autonomen Republik Adscharien. Der Fluss Bachvistskali fließt durch Bachmaro. Er ist einer der vielen Nebenflüsse der Soepsa, eines 108 km langen Flusses, der westlich durch Georgien fließt und ins Schwarze Meer mündet. Das Dorf ist auch für seine Holzhäuser bekannt, die auf Holzständern eineinhalb bis zwei Meter über dem Boden gebaut sind, was für Georgien ungewöhnlich ist.

## Hintergrund/Entwicklung
Bachmaro ist eine kleine Bergregion, die sehr abseits in der Bergregion des kleinen Kaukasus liegt. Bachmaro hatte lange Zeit keine Chance, sich zu entwickeln, da es nicht den Status einer Siedlung hatte. Dieser Zustand führte dazu, dass es an Investitionen fehlte und die Entwicklung massiv eingeschränkt wurde. Im Jahr 2019 wurde Bachmaro offiziell zu einer Bergregion erklärt. Die Bewohner kamen ab sofort auch in den Genuss von Sozialleistungen. Der Nationalrat der Bergregionen verfasste daraufhin ein Gesetz, das als „Berggesetz“ bekannt ist. Dieses Gesetz besagt, dass die Bewohner von Bachmaro sowie der ganzen Region Guria von Initiativen und Projekten, die in den Bergregionen umgesetzt werden, profitieren sollen. Die Regierung hat fast 69 Millionen Gel (georgische Lari) für die im Rahmen des Bergesetzes durchgeführten Projekte bereitgestellt. Es wurde ein Entwicklungsplan für Bachmaro erstellt, um die Infrastrukturprioritäten des Dorfes richtig zu definieren. Die Stromversorgung in Bachmaro, die sehr lange ein Problem war, konnte daraufhin besser verfolgt werden. Die Stromversorgung konnte bereits im selben Jahr 2019 mit der nötigen finanziellen Unterstützung gewährleistet werden. 2400 Haushalte werden dauerhaft mit Strom versorgt. Es wurden auch weitere Projekte geplant, die Bachmaro nicht nur für die Einheimischen attraktiv machen sollte, sondern auch für Besucher. Darüber hinaus wurden 11.923 Familien mit ständigem Wohnsitz im Hochland, in der Region Guria mit Holz zum Heizen und Kochen beliefert, während über 84.000 Bewohner mit ständigem Wohnsitz in Hochlandregionen 50 % ihrer monatlichen Stromrechnungen erstattet bekamen.

## Vegetation und Klima

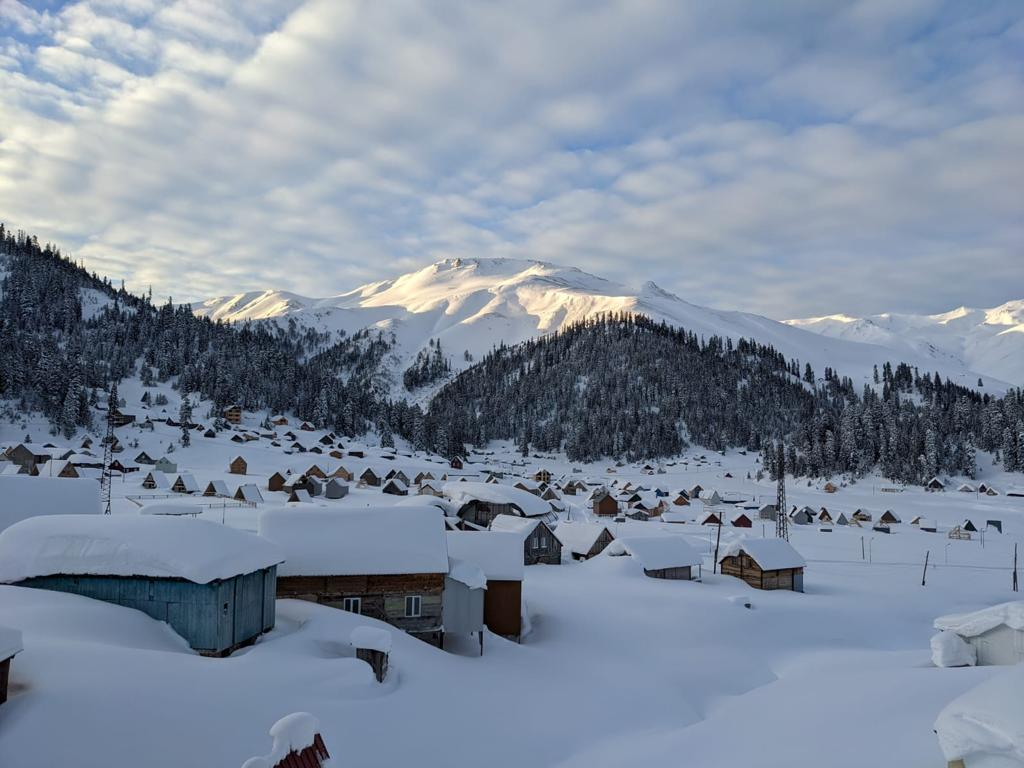
Gebirge und Wald

Bachmaro liegt in der panhumiden Klimazone im kleinen Kaukasus, hier herrschen im Sommer Temperaturen von bis zu 41 °C (August, 2021). Im Winter kann die Temperatur unter −10 °C fallen. Die Temperatur schwankt stark über das Jahr. Der Jahresniederschlag liegt hier über 2000 Millimeter. Dieses Klima entspricht normalerweise der Vegetation des grünen und dichten subtropischen Regenwaldes, jedoch werden die Verdunstungswolken des feuchten Klimas ganzjährig vom kalten Hochlandklima angezogen, wo sie nach der Kondensation an den Gebirgsrändern abregnen. Deshalb sind die Wälder rund um Bachmaro sehr grün und dicht bewaldet.

## Tourismus
In Bachmaro sowie in den benachbarten Regionen hat sich in den letzten Jahren der Skitourismus etabliert. Aufgrund der sehr guten Schneeverhältnisse und der vorteilhaften landschaftlichen Begebenheiten im Südkaukasus eignet sich das Gebirge sehr gut, um Wintersport zu betreiben. Es investieren auch schon einige Firmen in die Bergregion, die den Tourismus mit attraktiven Angeboten nach Bachmaro locken wollen. Jedoch ist Bachmaro auch im Sommer für Wanderer ein beliebtes Feriendomizil. Die warmen Temperaturen im Sommer sind sehr einladend für Wanderer. Das Gebirge des Südkaukasus eignet sich ebenfalls, um zu wandern.